# Manal (álbum compilatorio de 1973)
Manal es un álbum doble compilatorio del conjunto de blues y rock argentino Manal, editado en 1973 por el sello Talent, subsidiaria de Microfón. La foto de portada del álbum tiene al grupo tocando para la primera edición del BA Rock en 1970. Existe una versión editada en Estados Unidos cuya portada es igual pero con los colores inversos.
Puede llevar a la confusión fácilmente el hecho que en el lapso de 1970 a 1973 se editaron tres álbumes con el nombre del grupo: Manal es su primer trabajo de estudio editado por Mandioca en 1970, Manal editado por RCA en 1972 es una reedición de El león con la adición del sencillo "Doña Laura"/"Elena" editado por RCA, y Manal (del presente artículo) es un compilatorio doble que además de tener todas las pistas de su primer álbum de estudio, contiene los sencillos que editó Mandioca y algunas pistas inéditas.

## Características
El primer disco del álbum contiene todos los temas de Manal, primer álbum del grupo, pero con los lados invertidos, lo que quiere decir que el álbum comienza con "Avellaneda Blues", y sigue en la cara B con "Jugo de tomate frío". El segundo disco tiene los temas de los sencillos que el grupo editó para el sello Mandioca: "Qué pena me das"/"Para ser un hombre más" y "No pibe"/"Necesito un amor". También tiene dos pistas inéditas, una versión acústica de "Blues de la amenaza nocturna"
(diferente en estructura a la versión eléctrica incluida en El León), y un instrumental inédito, "El Leoncito", grabado originalmente para acoplarse a modo de introducción a El León, canción que no llegó a registrarse en las sesiones del primer álbum.

## Lista de canciones
Todas por Javier Martínez, excepto donde se indica.

| Lado A |                                       |                     |          |  |
| N.º    | Título                                | Vocalista principal | Duración |  |
| 1.     | «Avellaneda Blues» (Gabis y Martínez) | Martínez            | 5:37     |  |
| 2.     | «Una casa con 10 pinos»               | Martínez            | 4:18     |  |
| 3.     | «Informe de un día»                   | Martínez y Medina   | 8:04     |  |

| Lado B |                                                      |                     |          |  |
| N.º    | Título                                               | Vocalista principal | Duración |  |
| 1.     | «Jugo de tomate»                                     | Martínez            | 2:50     |  |
| 2.     | «Porque hoy nací»                                    | Martínez            | 4:30     |  |
| 3.     | «Avenida Rivadavia»                                  | Medina              | 2:54     |  |
| 4.     | «Todo el día me pregunto» (Gabis, Martínez y Medina) | Martínez            | 6:07     |  |

| Lado C |                          |                     |          |  |
| N.º    | Título                   | Vocalista principal | Duración |  |
| 1.     | «No pibe»                | Martínez            |          |  |
| 2.     | «El leoncito»            | Instrumental        |          |  |
| 3.     | «Para ser un hombre más» | Martínez            |          |  |

| Lado D |                                |                     |          |  |
| N.º    | Título                         | Vocalista principal | Duración |  |
| 1.     | «Blues de la amenaza nocturna» | Martínez            |          |  |
| 2.     | «Necesito un amor»             | Martínez            |          |  |
| 3.     | «Qué pena me das»              | Martínez            |          |  |

## Créditos
Manal
- Javier Martínez: voz y batería (batería C.A.F., tambor Ludwig, platos Zildjian).
- Claudio Gabis: guitarras eléctricas (Fender Telecaster y Repiso), armónica, piano y órgano Hammond.
- Alejandro Medina: bajo eléctrico (Hagstrom), voz, guitarra española (Manuel Ramírez 1913), órgano Hammond y piano.

Créditos reemasterización de septiembre de 1985 (Estudios ION).
- Control técnico: Roberto Fernández
- Asistente: Juan Andriolo
- Coordinación general: Pedro Pujó